# Championnat de Suisse d'échecs

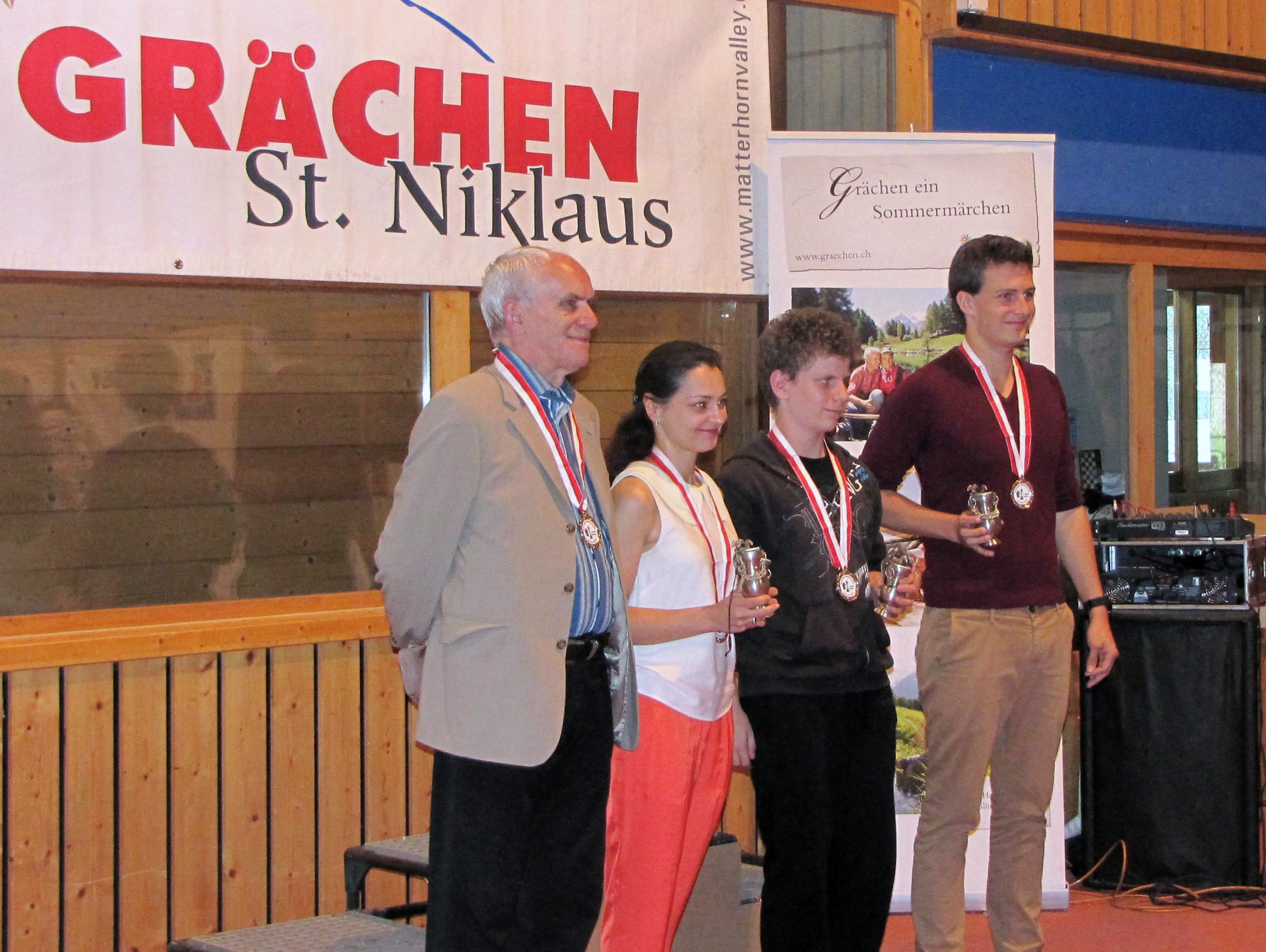
Alexandra Kosteniouk, championne de Suisse 2013 (tournoi mixte) à Grächen, entourée du champion senior, et des champions des jeunes de moins de 16 ans et de moins de 18 ans.

Le championnat d'échecs de Suisse est une compétition organisée par la Fédération suisse des échecs. Elle est disputée chaque été depuis 1889, habituellement en juillet.
Depuis 2018, le championnat se déroule sous la forme d'un tournoi invitation qui met en vedette les meilleurs joueurs d'échecs suisses. Chez les femmes, un tel tournoi été mis en place en 2019.
Le titre de champion suisse junior est attribué au joueur U20 le mieux placé dans le tournoi des maîtres, qui est réalisé parallèlement au championnat.

## Palmarès du tournoi mixte

### Multiples vainqueurs
12 titres
- Hans Johner (en 1908, 1923, 1928, 1929, 1931, 1932, 1934, 1935, 1937, 1938, 1947 et 1950)

6 titres
- Paul Johner (en 1907, 1908, 1925, 1928, 1930 et 1932)
- Yannick Pelletier (en 1995, 2000, 2002, 2010, 2014 et 2017)
- Joseph Gallagher (en 1997, 1998, 2004, 2005, 2007 et 2012)

5 titres
- Moritz Henneberger (en 1899, 1906, 1909, 1911 et 1914)
- André Lombard (en 1969, 1970, 1973, 1974 et 1977)
- Viktor Kortchnoï (en 1982, 1984, 1985, 2009 et 2011)

4 titres
- Walter Henneberger (en 1904, 1906, 1911 et 1912)
- Martin Christoffel (en 1943, 1945, 1948 et 1952)
- Max Blau (en 1953, 1955, 1956 et 1967)
- Dieter Keller (en 1958, 1960, 1961 et 1963)
- Roland Ekström (en 1988, 1999, 2001 et 2008)

3 titres
- Max Pestalozzi (en 1889, 1890 et 1901)
- Ulrich Bachmann (en 1895, 1896 et 1898)
- Andreas Duhm (1900, 1901 et 1913)
- Erwin Voellmy (en 1911, 1920 et 1922)
- Josef Kupper (en 1954, 1957 et 1962)
- Hansjürg Kaenel (en 1976, 1978 et 1980)
- Heinz Wirthensohn (en 1979, 1981 et 1992)

2 titres
- Eugen Meyer (en 1901 et 1902)
- Dietrich Duhm (en 1907 et 1914)
- Henri Grob (en 1939 et 1951)
- Paulin Lob (en 1944 et 1959)
- Marcel Markus (en 1964 et 1965)
- Heinz Schaufelberger (en 1971 et 1972)
- Jean Luc Costa (en 1991 et 1993)
- Florian Jenni (en 2003 et 2006)
- Noël Studer (en 2016 et 2019)

### 1889 à 1908
Le système suisse a été utilisé pour la première fois en Suisse à Zurich en 1889 (système suisse avec 74 joueurs). Les tournois suivants avaient en général 4 ou 5 rondes et réunissaient huit à douze participants qui s'affrontaient pendant deux ou quatre jours.
| Année | Ville       | Champion(s)                                         |
| ----- | ----------- | --------------------------------------------------- |
| 1889  | Zurich      | Max Pestalozzi, Artur Poplawski                     |
| 1890  | Winterthour | 1. Max Pestalozzi, 2. Artur Poplawski               |
| 1892  | Bâle        | 1. Oscar Corrodi, 2. Paul Fahrni                    |
| 1893  | Berne       | Alex Popoff                                         |
| 1895  | Zurich      | Ulrich Bachmann                                     |
| 1896  | Lucerne     | 1. Ulrich Bachmann, 2. Alfred Stooss                |
| 1897  | Aarau       | Hermann Sack                                        |
| 1898  | Bâle        | Ulrich Bachmann                                     |
| 1899  | Lausanne    | Moritz Hennberger                                   |
| 1900  | Berne       | Andreas Duhm                                        |
| 1901  | Saint-Gall  | Max Pestalozzi, Eugen Meyer Andreas Duhm, Hans Duhm |
| 1902  | Bienne      | Eugen Meyer                                         |
| 1903  | Zurich      | Ernst Müller                                        |
| 1904  | Lucerne     | Walter Henneberger                                  |
| 1905  | Neuchâtel   | Alfred Hänni                                        |
| 1906  | Bâle        | Moritz Henneberger, Walter Henneberger              |
| 1907  | Schaffhouse | 1. Dietrich Duhm 2. Karl Kunz, 3. Paul Johner       |
| 1908  | Berne       | 1. Hans Johner, 2. Paul Johner                      |

### 1909 à 1939
| Année | Ville       | Champion(s)                                                     | Deuxième(s)                                             | Notes                                                                                            |
| ----- | ----------- | --------------------------------------------------------------- | ------------------------------------------------------- | ------------------------------------------------------------------------------------------------ |
| 1909  | Zurich      | Moritz Henneberger                                              | Paul Johner                                             | 100e anniversaire du club de Zurich, 10 joueurs, 5 rondes 3e-4e : W. Hennerberger et Hans Johner |
| 1910  | Genève      | Oskar Naegeli                                                   | Hans Johner Jules Rivier                                | Système suisse 5 rondes, 8 joueurs 4e : Moritz Henneberger                                       |
| 1911  | Davos       | Moritz Henneberger Walter Henneberger Kurt Krantz Erwin Voellmy |                                                         | Système suisse 5 rondes, 8 joueurs                                                               |
| 1912  | Lausanne    | Walter Henneberger                                              | Duhm Erwin Voellmy                                      | Système suisse 4 rondes, 12 joueurs 4e : A. Teleguine                                            |
| 1913  | Bâle        | Andreas Duhm                                                    | Manol Erwin Voellmy                                     | Système suisse 5 rondes, 12 joueurs 4e : Dietrich Duhm                                           |
| 1914  | Montreux    | Dietrich Duhm Moritz Henneberger                                |                                                         | Tournoi toutes rondes 6 joueurs Pas de départage                                                 |
| 1920  | Saint-Gall  | Erwin Voellmy                                                   | Hans Johner                                             | Toutes rondes, 8 joueurs                                                                         |
| 1922  | Neuchâtel   | Erwin Voellmy                                                   | Hans Johner Otto Zimmermann                             | 7 rondes, 12 joueurs                                                                             |
| 1923  | Berne       | Hans Johner                                                     | Erwin Voellmy                                           | Toutes rondes, 10 joueurs 3e : Otto Zimmermann                                                   |
| 1924  | Interlaken  | Otto Zimmermann                                                 | Henri Grob Fritz Gygli Walter Michel                    | Toutes rondes, 10 joueurs                                                                        |
| 1925  | Zurich      | Paul Johner                                                     | Fritz Gygli                                             | Toutes rondes, 12 joueurs                                                                        |
| 1926  | Genève      | Walter Michel                                                   | Otto Zimmermann                                         | Toutes rondes, 12 joueurs                                                                        |
| 1927  | Bienne      | Adolf Staehelin                                                 | J. G. Leal                                              | Toutes rondes, 9 joueurs                                                                         |
| 1928  | Bâle        | Hans Johner Paul Johner                                         |                                                         | Toutes rondes, 12 joueurs 3e : Walter Henneberger                                                |
| 1929  | Schaffhouse | Hans Johner                                                     | Oskar Naegeli                                           | Tournoi à deux tours, 7 joueurs                                                                  |
| 1930  | Lausanne    | Paul Johner                                                     | Hans Johner J. G. Leal                                  | Toutes rondes, 8 joueurs                                                                         |
| 1931  | Winterthour | Hans Johner (2e)                                                | Hermann Joss Oskar Naegli Otto Zimmermann               | Toutes rondes, 9 joueurs 1er : Aaron Nimzowitsch (hors concours)                                 |
| 1932  | Berne       | Hans Johner Paul Johner (7e-8e)                                 |                                                         | Tournoi international toutes rondes, 16 joueurs 1er : Alexandre Alekhine                         |
| 1934  | Zurich      | Hans Johner (9e)                                                | Walter Henneberger (10e)                                | Tournoi international toutes rondes, 16 joueurs 1er : Alexandre Alekhine                         |
| 1935  | Aarau       | Hans Johner                                                     | Henri Grob Erwin Voellmy                                | Toutes rondes, 11 joueurs                                                                        |
| 1936  | Lucerne     | Oskar Naegeli                                                   | Henri Grob Paul Johner Moritz Henneberger Erwin Voellmy | Toutes rondes, 10 joueurs                                                                        |
| 1937  | Interlaken  | Hans Johner                                                     | Walter Henneberger                                      | Toutes rondes, 12 joueurs                                                                        |
| 1938  | Bâle        | Hans Johner                                                     | Henri Grob Adolf Staehelin                              | Toutes rondes, 12 joueurs                                                                        |
| 1939  | Montreux    | Henri Grob                                                      | Hans Johner                                             | Toutes rondes, 12 joueurs                                                                        |

### 1941 à 1970
En 1968, le championnat de Suisse ne fut pas organisé à cause de l'olympiade d'échecs de 1968 qui avait lieu à Lugano.
| Année      | Ville                     | Champion(s)                | Deuxième(s)                                | Notes                                                                              |
| ---------- | ------------------------- | -------------------------- | ------------------------------------------ | ---------------------------------------------------------------------------------- |
| 1941 -1942 | Aarau, Bâle Berne, Zurich | Fritz Gygli                | Walter Henneberger Peter Liepin            | Toutes rondes, 11 joueurs                                                          |
| 1942       | Lausanne                  | Jules Ehrat                | Martin Christoffel (1er-2e ex æquo)        | Toutes rondes, 12 joueurs                                                          |
| 1943       | Saint-Gall                | Martin Christoffel         | Henri Grob                                 | Toutes rondes, 12 joueurs                                                          |
| 1944       | Vevey                     | Paulin Lob                 | Max Blau Martin Christoffel                | Toutes rondes, 10 joueurs                                                          |
| 1945       | Lugano                    | Martin Christoffel         | Henri Grob                                 | 11 rondes, 16 joueurs                                                              |
| 1946       | Winterthour               | Ernst Strehle              | Max Blau                                   | 11 rondes, 24 joueurs                                                              |
| 1947       | Neuchâtel                 | Hans Johner                | Walter Henneberger Ernst Strehle           | 11 rondes, 20 joueurs                                                              |
| 1948       | Berne                     | Martin Christoffel         | 1er-2e : Fritz Gygli                       | 11 rondes, 26 joueurs avec match de départage 3e : Max Blau ; 4e : Grob            |
| 1949       | Schaffhouse               | Serge Tordion              | Walter Henneberger Jules Ehrat             | Toutes rondes, 9 joueurs                                                           |
| 1950       | Lucerne                   | Hans Johner                | Henri Grob                                 | Toutes rondes, 11 joueurs                                                          |
| 1951       | Genève                    | Henri Grob                 | Paulin Lob                                 | Toutes rondes, 12 joueurs                                                          |
| 1952       | Zurich                    | Martin Christoffel (2e-3e) | Max Blau (4e)                              | Tournoi international toutes rondes, 14 joueurs 1er : Erik Lundin 2e-3e : Max Euwe |
| 1953       | Soleure                   | Max Blau                   | Josef Kupper                               | 10 rondes, 18 joueurs                                                              |
| 1954       | Bâle                      | Josef Kupper               | Henri Grob                                 | 11 rondes, 20 joueurs                                                              |
| 1955       | Rapperswil                | Max Blau                   | Dieter Keller                              | Toutes rondes, 12 joueurs                                                          |
| 1956       | Thoune                    | Max Blau                   | Erwin Nievergelt Emil Diemer Dieter Keller | Toutes rondes, 10 joueurs                                                          |
| 1957       | Lausanne                  | Josef Kupper               | Erwin Nievergelt (1er-2e ex æquo)          | Toutes rondes, 12 joueurs avec match de départage                                  |
| 1958       | Lugano                    | Dieter Keller              | Max Blau                                   | 11 rondes, 18 joueurs                                                              |
| 1959       | Bienne                    | Paulin Lob                 | 1er-2e : Walter Baumgartner                | Toutes rondes, 12 joueurs avec match de départage                                  |
| 1960       | Balgach                   | Dieter Keller              | Edgar Walther                              | Toutes rondes, 12 joueurs                                                          |
| 1961       | Interlaken                | Dieter Keller              | Ernő Gereben                               | Toutes rondes, 11 joueurs                                                          |
| 1962       | Saint-Gall                | Josef Kupper               | Dieter Keller                              | Toutes rondes, 10 joueurs                                                          |
| 1963       | Bâle                      | Dieter Keller              | Rof Roth                                   | Toutes rondes, 10 joueurs                                                          |
| 1964       | Montreux                  | Marcel Markus              | Martin Christoffel                         | Toutes rondes, 10 joueurs                                                          |
| 1965       | Berne                     | Marcel Markus              | 1er-2e : Edgar Walther                     | Toutes rondes, 10 joueurs avec match de départage                                  |
| 1966       | Lugano                    | Edwin Bhend                | Hansruedi Glauser Hushang Mashian          | Toutes rondes, 9 joueurs                                                           |
| 1967       | Bienne                    | Max Blau (2e)              | Hansruedi Glauser Werner Klein             | Toutes rondes, 10 joueurs 1er : Hushang Mashian (hors concours)                    |
| 1969       | Lucerne                   | André Lombard              | 1er-2e : Heinz Schaufelberger              | Toutes rondes, 10 joueurs avec match de départage                                  |
| 1970       | Riehen                    | André Lombard              | Ernő Gereben Edwin Bhend                   | Toutes rondes, 12 joueurs                                                          |

### Depuis 1971
| Année | Ville             | Champion               | Notes |
| ----- | ----------------- | ---------------------- | --- |
| 1971  | Winterthour       | Heinz Schaufelberger   | 2e : Edgar Walther |
| 1972  | Locarno           | Heinz Schaufelberger   | à égalité de points avec Andreas Huss et H. Kaenel                                                                                          |
| 1973  | Weggis            | André Lombard          | 2e-3e : E. Luginbuehl et R. Roth |
| 1974  | Wettingen         | André Lombard          | 2e-4e : Luginbuehl, Gereben et Wirthensohn                                                                                                  |
| 1975  | Zurich            | Werner Hug (2e-3e)     | Tournoi international toutes rondes, 14 joueurs victoire de García Gonzáles Hug champion après un match de départage contre Keller (2e-3e)  |
| 1976  | Ascona            | Hansjürg Kaenel        | à égalité de points avec Carol (Charles) Partos (système suisse, 9 rondes, 92 joueurs)                                                      |
| 1977  | Muttenz           | André Lombard          | 2e : Dieter Keller (12 joueurs) |
| 1978  | Saint-Moritz      | Hansjürg Kaenel        | (système suisse, 9 rondes, 98 joueurs) |
| 1979  | Bienne            | Heinz Wirthensohn (2e) | Tournoi international (14 joueurs) remporté par Kortchnoï (également Festival de Bienne)                                                    |
| 1980  | Ascona            | Hansjürg Kaenel        | (système suisse, 9 rondes, 100 joueurs) |
| 1981  | Bienne            | Heinz Wirthensohn (4e) | Tournoi international (14 joueurs) remporté par Lobron et Hort (également Festival de Bienne)                                               |
| 1982  | Silvaplana        | Viktor Kortchnoï       | |
| 1983  | Baden (Suisse)    | Andreas Huss           | |
| 1984  | Arosa             | Viktor Kortchnoï       | |
| 1985  | Silvaplana        | Viktor Kortchnoï       | |
| 1986  | Bâle              | Markus Klauser         | |
| 1987  | Lenk              | Richard Gerber         | |
| 1988  | Silvaplana        | Roland Ekström         | |
| 1989  | Bienne            | Beat Züger (5e)        | Tournoi international (12 joueurs) remporté par Campora (disputé pendant le festival de Bienne) (100e anniversaire de la fédération suisse) |
| 1990  | Arosa             | Ivan Nemet             | |
| 1991  | Chiasso           | Jean Luc Costa         | |
| 1992  | Loèche-les-Bains  | Heinz Wirthensohn      | |
| 1993  | Silvaplana        | Jean Luc Costa         | |
| 1994  | Lucerne           | Lucas Brunner          | |
| 1995  | Villars-sur-Ollon | Yannick Pelletier      | |
| 1996  | Arosa             | Viktor Gavrikov        | |
| 1997  | Silvaplana        | Joseph Gallagher       | |
| 1998  | Engelberg         | Joseph Gallagher       | |
| 1999  | Grächen           | Roland Ekström         | |
| 2000  | Pontresina        | Yannick Pelletier      | |
| 2001  | Scuol             | Roland Ekström         | |
| 2002  | Loèche-les-Bains  | Yannick Pelletier      | |
| 2003  | Silvaplana        | Florian Jenni          | |
| 2004  | Samnaun           | Joseph Gallagher       | |
| 2005  | Saas-Almagell     | Joseph Gallagher       | |
| 2006  | Lenzerheide       | Florian Jenni          | |
| 2007  | Loèche-les-Bains  | Joseph Gallagher       | |
| 2008  | Samnaun           | Roland Ekström         | |
| 2009  | Grächen           | Viktor Kortchnoï       | |
| 2010  | Lenzerheide       | Yannick Pelletier      | |
| 2011  | Loèche-les-Bains  | Viktor Kortchnoï       | Kortchnoï bat Joseph Gallagher en match de départage                                                                                        |
| 2012  | Flims             | Joseph Gallagher       | |
| 2013  | Grächen           | Alexandra Kosteniouk   | |
| 2014  | Berne             | Yannick Pelletier      | |
| 2015  | Loèche-les-Bains  | Vadim Milov            | |
| 2016  | Flims             | Noël Studer            | ex æquo avec Sebastian Bogner |
| 2017  | Grächen           | Yannick Pelletier      | un point d'avance sur Roland Ekström |
| 2018  | Lenzerheide       | Sebastian Bogner       | Avec 7,5 points sur 9 et 2,5 points d'avance sur Nico Georgiadis et Florian Jenni (5 / 9)                                                   |
| 2019  | Loèche-les-Bains  | Noël Studer            | Avec 7,5 points sur 9 et 1 point d'avance sur Nico Georgiadis                                                                               |
| 2020  |                   |                        | |
| 2021  | Flims             | Joseph Gallagher       | |
| 2022  | Samnaun           | Fabian Baenziger       | |
| 2023  | Loèche-les-Bains  | Fabian Baenziger       | |
| 2024  | Flims             | Sebastian Bogner       | |

## Palmarès du championnat féminin
| Année | Ville            | Championne                             |
| ----- | ---------------- | -------------------------------------- |
| 1946  | Winterthour      | Mathilde Laeuger-Gasser                |
| 1948  | Berne            | Elisabeth Schild                       |
| 1950  | Lucerne          | Elisabeth Schild                       |
| 1951  | Genève           | Lina Wiget                             |
| 1953  | Soleure          | Anna Näpfer (en)                       |
| 1954  | Bâle             | Elisabeth Schild                       |
| 1955  | Rapperswil       | Anna Näpfer                            |
| 1956  | Thoune           | Anna Näpfer                            |
| 1957  | Lausanne         | Madeleine Batchinsky-Gaille            |
| 1958  | Lugano           | Anna Näpfer                            |
| 1959  | Bienne           | Anna Näpfer                            |
| 1960  | Balgach          | Anna Näpfer                            |
| 1961  | Interlaken       | Madeleine Batchinsky-Gaille            |
| 1963  | Bâle             | Mathilde Laeuger                       |
| 1964  | Montreux         | Monique Petit                          |
| 1965  | Berne            | Maria Fässler Cécile Huser K. Fischler |
| 1966  | Lugano           | Mathilde Laeuger                       |
| 1967  | Bienne           | Anna Näpfer                            |
| 1969  | Lucerne          | Myrta Ludwig (en)                      |
| 1970  | Riehen           | Anna Näpfer                            |
| 1971  | Winterthour      | Elsa Lüssy                             |
| 1972  | Locarno          | Carla Wettstein (en)                   |
| 1973  | Weggis           | Elsa Lüssy                             |
| 1974  | Wettingen        | Trudy André                            |
| 1975  | Zurich           | Carla Wettstein                        |
| 1976  | Ascona           | Anna Näpfer                            |
| 1977  | Muttenz          | Myrta Ludwig                           |
| 1978  | Saint-Moritz     | Myrta Ludwig                           |
| 1979  | Bienne           | Monique Ruck-Petit                     |
| 1980  | Ascona           | Theres Leu                             |
| 1981  | Bienne           | Vanda Veprek-Bilinski                  |
| 1982  | Silvaplana       | Claude Baumann                         |
| 1983  | Baden (Suisse)   | Erika Vogel                            |
| 1984  | Arosa            | Tatiana Lematschko                     |
| 1985  | Silvaplana       | Anne Knecht                            |
| 1986  | Bâle             | Tatiana Lematschko                     |
| 1987  | Lenk             | Claude Baumann                         |
| 1988  | Silvaplana       | Claude Baumann                         |
| 1989  | Bienne           | Evi Reimer                             |
| 1990  | Arosa            | Silvia Schladetzky                     |
| 1991  | Chiasso          | Claude Baumann                         |
| 1992  | Loèche-les-Bains | Evi Grünenwald-Reimer                  |
| 1993  | Silvaplana       | Barbara Hund                           |
| 1994  | Lucerne          | Shahanah Schmid (de)                   |
| 1995  | Villars, Ollon   | Tatiana Lematschko                     |
| 1996  | Arosa            | Evi Grünenwald-Reimer                  |
| 1997  | Silvaplana       | Tatiana Lematschko                     |
| 1998  | Engelberg        | Catherine Thürig (de)                  |
| 1999  | Grächen          | Shahanah Schmid                        |
| 2000  | Pontresina       | Evi Grünenwald-Reimer                  |
| 2001  | Scuol            | Monika Seps                            |
| 2002  | Loèche-les-Bains | Monika Seps                            |
| 2003  | Silvaplana       | Tatiana Lematschko                     |
| 2004  | Samnaun          | Tatiana Lematschko                     |
| 2005  | Saas-Almagell    | Monika Seps                            |
| 2006  | Lenzerheide      | Tatiana Lematschko                     |
| 2007  | Loèche-les-Bains | Monika Seps                            |
| 2008  | Samnaun          | Tatjana Lematschko                     |
| 2009  | Grächen          | Tatjana Lematschko                     |
| 2010  | Lenzerheide      | Tatjana Lematschko                     |
| 2011  | Loèche-les-Bains | Alexandra Kosteniouk                   |
| 2012  | Flims            | Monika Seps                            |
| 2013  | Grächen          | Alexandra Kosteniouk                   |
| 2014  | Berne            | Gundula Heinatz (en)                   |
| 2015  | Loèche-les-Bains | Alexandra Kosteniouk                   |
| 2016  | Flims            | Laura Stoeri                           |
| 2017  | Grächen          | Lena Georgescu                         |
| 2018  | Lenzerheide      | Gundula Heinatz                        |
| 2019  | Loèche-les-Bains | Elena Sedina                           |
| 2020  |                  |                                        |
| 2021  | Flims            | Lena Georgescu                         |
| 2022  | Samnaun          | Lena Georgescu                         |
| 2023  | Loèche-les-Bains | Sofiia Hryzlova                        |
| 2024  | Flims            | Mariia Manko                           |

## Champions suisses d'échecs par correspondance
1. Karl Flatt  (1941-1942)
2. Jules Ehrat  (1943-1944)
3. Moriz Henneberger - Walter Henneberger  (1946-1947)
4. Max Blau  (1948-1949)
5. Max Meier  (1950-1951)
6. Hans Selhofer  (1955-1956)
7. Irenée Egger - Josef Steiner  (1959-1960)
8. Otto Krausz  (1962-1963)
9. Edgar Walther  (1970-1971)
10. Jurij Janzek  (1981-1982)
11. Georg Weissen  (1984-1985)
12. Alex Crisovan  (1988-1989)
13. Fabrice  Liarder  (1991-1992)
14. Toni Thaler  (1993-1994)
15. Jens Uwe Klügel  (1995-1996)
16. Laurent Jacot  (1997-1998)
17. Patrick Hugentabler  (1999-2001)
18. Martin Leutwyler  (2001-2003)
19. Patrick Hugentabler  (2004-2006)  [18]
20. Albi Gmür  (2006-2007)  [19]
21. Andreas Brugger  (2007-2009)  [20]
22. Rolf Scherer  (2009-2011)  [21]
23. Gilles Terreaux  (2011-2013)  [22]
24. Roger Mayer  (2013-2015)  [23]
25. Walter Steiger  (2015-2017)  [24]
26. Pablo Schmid  (2017-2019)  [25]
27. Reinhard Wegelin  (2019-2021)  [26]
28. Roger Mayer -  Stefan Salzmann - Oliver Killer -  Philippe Corbat  (2021-2023)